# Campionat d'Europa de Futbol sub-21 de la UEFA 2009
El Campionat d'Europa de Futbol sub-21 2009, disputat a Suècia, fou la 17a edició del Campionat d'Europa de Futbol sub-21. Es va jugar entre el 15 de juny de 2009 i el 29 de juny del mateix any. Les seleccions estaven formades per jugadors nascuts a partir de l'1 de gener de 1986. A la fase de classificació, a banda de Suècia, classificada com a amfitriona, hi participaren 51 de les 52 altres seleccions de la jurisdicció de la UEFA, incloses Montenegro i Sèrbia, que competien separadament per primer cop. Aquestes seleccions varen jugar sèries classificatòries per decidir els set equips que s'unirien a Suècia a la fase final. L'única selecció que no participà fou la d'Andorra.

## Classificació

### Grups de classificació
Les 51 nacions van ser dividides en deu grups de classificació, amb partits de grup programats del 31 de maig de 2007 fins al 10 de setembre de 2008. El sorteig de la fase de classificació es va fer el 13 de febrer de 2007 a Estocolm, Suècia.
| Grup 1 Itàlia · Croàcia · Grècia · Albània · Azerbaidjan · Illes Fèroe | Grup 2 Txèquia · Ucraïna · Turquia · Armènia · Liechtenstein | Grup 3 Portugal · Anglaterra · Bulgària · Irlanda · Montenegro | Grup 4 Espanya · Rússia · Polònia · Geòrgia · Kazakhstan           | Grup 5 Països Baixos · Suïssa · Noruega · Macedònia del Nord · Estònia |
| Grup 6 Dinamarca · Eslovènia · Lituània · Finlàndia · Escòcia          | Grup 7 Bèlgica · Eslovàquia · Islàndia · Àustria · Xipre     | Grup 8 Sèrbia · Hongria · Belarús · Letònia · San Marino       | Grup 9 Alemanya · Israel · Moldàvia · Irlanda del Nord · Luxemburg | Grup 10 França · Romania · Bòsnia i Hercegovina · Gal·les · Malta      |

### Play-offs
Els deu guanyadors de grup i els quatre millors segons classificats de la fase de grups es van reunir al play-off per determinar les set seleccions classificades; els partits de play-off eren a l'octubre de 2008.
| Equip 1   | Global      | Equip 2    | Anada | Tornada |
| --------- | ----------- | ---------- | ----- | ------- |
| Alemanya  | 2–1         | França     | 1–1   | 1–0     |
| Dinamarca | 0–2         | Sèrbia     | 0–1   | 0–1     |
| Turquia   | 1–2         | Belarús    | 1–0   | 0–2     |
| Àustria   | 3–3(p)      | Finlàndia  | 2–1   | 1–2     |
| Gal·les   | 4–5         | Anglaterra | 2–3   | 2–2     |
| Itàlia    | 3–1         | Israel     | 0–0   | 3–1     |
| Suïssa    | 3–4(a.e.t.) | Espanya    | 2–1   | 1–3     |

### Equips classificats
- Suècia com a organitzador
- Belarús
- Anglaterra
- Finlàndia
- Alemanya
- Itàlia
- Espanya
- Sèrbia

La final del torneig es va disputar el 3 de desembre de 2008 al centre d'exhibicions Svenska Mässan, Göteborg. Abans de la final, Suècia havia format part del Grup A, com a organitzadors, mentre Espanya estava al Grup B.

## Estadis
- Swedbank Stadion, Malmö (Capacitat: 24,000) in sub-21 2009 (21.000) Final
- Gamla Ullevi, Göteborg (Capacitat: 18,800) in sub-21 2009 (16.700)
- Olympia, Helsingborg (Capacitat: 17,000) in sub-21 2009 (12.000)
- Örjans Vall, Halmstad (Capacitat: 15,500) in sub-21 2009 (8.000)

## Partits
Tots els horaris són referits al Central European Summer Time (UTC+2).

### Fase de Grups

#### Grup A
| Team    | Pld | W | D | L | GF | GA | GD | Pts |
| ------- | --- | - | - | - | -- | -- | -- | --- |
| Itàlia  | 3   | 2 | 1 | 0 | 4  | 2  | +2 | 7   |
| Suècia  | 3   | 2 | 0 | 1 | 9  | 4  | +5 | 6   |
| Sèrbia  | 3   | 0 | 2 | 1 | 1  | 3  | −2 | 2   |
| Belarús | 3   | 0 | 1 | 2 | 2  | 7  | −5 | 1   |

| Suècia                                                     | 5 – 1  | Belarús     |
| ---------------------------------------------------------- | ------ | ----------- |
| Martynovich 34' (p.p.) · Berg 38', 44', 81' · Svensson 89' | Report | Kislyak 33' |

| Itàlia | 0 – 0  | Sèrbia |
| ------ | ------ | ------ |
|        | Report |        |

| Suècia       | 1 – 2  | Itàlia                          |
| ------------ | ------ | ------------------------------- |
| Toivonen 89' | Report | Balotelli 23' · Acquafresca 53' |

| Belarús | 0 – 0  | Sèrbia |
| ------- | ------ | ------ |
|         | Report |        |

| Sèrbia    | 1 – 3  | Suècia                             |
| --------- | ------ | ---------------------------------- |
| Kačar 27' | Report | Berg 7', 15' (pen.) · Toivonen 29' |

| Belarús     | 1 – 2  | Itàlia                        |
| ----------- | ------ | ----------------------------- |
| Kislyak 45' | Report | Acquafresca 45+3' (pen.), 75' |

#### Group B
| Team       | Pld | W | D | L | GF | GA | GD | Pts |
| ---------- | --- | - | - | - | -- | -- | -- | --- |
| Anglaterra | 3   | 2 | 1 | 0 | 5  | 2  | +3 | 7   |
| Alemanya   | 3   | 1 | 2 | 0 | 3  | 1  | +2 | 5   |
| Espanya    | 3   | 1 | 1 | 1 | 2  | 2  | 0  | 4   |
| Finlàndia  | 3   | 0 | 0 | 3 | 1  | 6  | −5 | 0   |

| Anglaterra                    | 2 – 1  | Finlàndia        |
| ----------------------------- | ------ | ---------------- |
| Cattermole 15' · Richards 53' | Report | Sparv 33' (pen.) |

| Espanya | 0 – 0  | Alemanya |
| ------- | ------ | -------- |
|         | Report |          |

| Alemanya                  | 2 – 0  | Finlàndia |
| ------------------------- | ------ | --------- |
| Höwedes 59' · Dejagah 61' | Report |           |

| Espanya | 0 – 2  | Anglaterra                |
| ------- | ------ | ------------------------- |
|         | Report | Campbell 67' · Milner 73' |

| Finlàndia | 0 – 2  | Espanya                 |
| --------- | ------ | ----------------------- |
|           | Report | Torrejón 29' · León 55' |

| Alemanya  | 1 – 1  | Anglaterra  |
| --------- | ------ | ----------- |
| Castro 5' | Report | Rodwell 30' |

### Fase d'eliminatòries
|  | Semifinals               | Semifinals |   |  | Final              | Final |  |
|  |                          |            |   |  |                    |       |  |
|  | 26 de juny – Helsingborg |            |   |  |                    |       |  |
|  | Itàlia                   | 0          |   |  |                    |       |  |
|  | Alemanya                 | 1          |   |  |                    |       |  |
|  |                          |            |   |  |                    |       |  |
|  |                          |            |   |  | 29 de juny – Malmö |       |  |
|  |                          |            |   |  | Alemanya           | 4     |  |
|  |                          | Anglaterra | 0 |  |                    |       |  |
|  |                          |            |   |  |                    |       |  |
|  |                          |            |   |  |                    |       |  |
|  |                          |            |   |  |                    |       |  |
|  | 26 de juny – Göteborg    |            |   |  |                    |       |  |
|  | Anglaterra (p)           | 3 (5)      |   |  |                    |       |  |
|  | Suècia                   | 3 (4)      |   |  |                    |       |  |

#### Semifinals
| Anglaterra                                             | 3 – 3 (pr.) | Suècia                                                        |
| ------------------------------------------------------ | ----------- | ------------------------------------------------------------- |
| Cranie 1' · Onuoha 27' · Bjärsmyr 38' (p.p.)           | Detalls     | Berg 68', 81' · Toivonen 75'                                  |
| Tanda de penals                                        |             |                                                               |
| Milner · Hart · Cattermole · Johnson · Walcott · Gibbs | 5 – 4       | saved' Berg · Elm · Bjärsmyr · Lustig · R. Bengtsson · Molins |

| Itàlia | 0 – 1   | Alemanya |
| ------ | ------- | -------- |
|        | Detalls | Beck 48' |

#### Final
| Alemanya                                | 4 – 0   | Anglaterra |
| --------------------------------------- | ------- | ---------- |
| Castro 23' · Özil 48' · Wagner 79', 84' | Detalls |            |

| Alemanya | Anglaterra |

| · Alemanya:    |    |                    |     |     |
|                |    |                    |     |     |
| GK             | 1  | Manuel Neuer       |     |     |
| RB             | 2  | Andreas Beck       |     |     |
| CB             | 4  | Benedikt Höwedes   |     |     |
| CB             | 5  | Jérôme Boateng     |     |     |
| LB             | 3  | Sebastian Boenisch | 65' |     |
| DM             | 15 | Mats Hummels       |     | 83' |
| RM             | 14 | Fabian Johnson     |     | 69' |
| CM             | 20 | Gonzalo Castro     |     |     |
| CM             | 8  | Sami Khedira (c)   |     |     |
| LM             | 10 | Mesut Özil         |     | 89' |
| CF             | 13 | Sandro Wagner      | 84' |     |
| Canvis:        |    |                    |     |     |
| MF             | 16 | Daniel Schwaab     |     | 69' |
| MF             | 6  | Dennis Aogo        |     | 83' |
| DF             | 19 | Marcel Schmelzer   |     | 89' |
| Entrenador:    |    |                    |     |     |
| Horst Hrubesch |    |                    |     |     |

| · ANGLATERRA:  |    |                   |  |     |
|                |    |                   |  |     |
| GK             | 22 | Scott Loach       |  |     |
| RB             | 2  | Martin Cranie     |  | 79' |
| CB             | 17 | Micah Richards    |  |     |
| CB             | 6  | Nedum Onuoha      |  | 46' |
| LB             | 19 | Kieran Gibbs      |  |     |
| DM             | 12 | Fabrice Muamba    |  | 78' |
| CM             | 4  | Lee Cattermole    |  |     |
| CM             | 10 | Mark Noble (c)    |  |     |
| RW             | 7  | James Milner      |  |     |
| LW             | 11 | Adam Johnson      |  |     |
| CF             | 14 | Theo Walcott      |  |     |
| Substitutions: |    |                   |  |     |
| DF             | 18 | Michael Mancienne |  | 46' |
| MF             | 15 | Jack Rodwell      |  | 78' |
| MF             | 8  | Craig Gardner     |  | 79' |
| Entrenador:    |    |                   |  |     |
| Stuart Pearce  |    |                   |  |     |

| Millor jugador del partit: Mesut Özil (Alemanya) Àrbitres assistents: Joël De Bruyn (Bèlgica) György Ring (Hongria) Quart àrbitre: Pedro Proença (Portugal) |

## Golejadors
| 7 gols - Marcus Berg 3 gols - Robert Acquafresca - Ola Toivonen 2 gols - Syarhey Kislyak - Gonzalo Castro - Sandro Wagner 1 gol - Fraizer Campbell - Lee Cattermole - Martin Cranie - James Milner - Nedum Onuoha - Micah Richards - Jack Rodwell | 1 gol, cont. - Tim Sparv - Andreas Beck - Ashkan Dejagah - Benedikt Höwedes - Mesut Özil - Mario Balotelli - Gojko Kačar - Pedro León - Marc Torrejón - Gustav Svensson Gols en contra - Alyaksandr Martynovich (per Suècia) - Mattias Bjärsmyr (per Anglaterra) |